# Costanzo Benedetto Bonvicino
Costanzo Benedetto Bonvicino (* 1739 oder 1741 in Centallo, Piemont; † 25. Januar 1812 in Turin) war ein italienischer Chemiker.
Bonvicino, der aus wohlhabendem Haus kam, studierte in Turin Medizin mit dem Abschluss 1765. Er war zwar Mitglied der Ärzteschaft von Turin, befasste sich aber hauptsächlich mit Chemie. 1800 wurde er Professor für Naturgeschichte und pharmazeutische Chemie an der Universität Turin und wurde 1801 Präsident der Turiner Akademie der Wissenschaften, der er seit 1783 angehörte. Er war auch Direktor des Museums für Naturgeschichte und überwachte die Pockenimpfung in der Po-Ebene und hatte mehrere weitere öffentliche Ämter.
Er befasste sich mit Mineralogie (z. B. Opale, Mineralvorkommen in Piemonteser Alpen)  und Technischer Chemie (Färbereien, Kochsalzgewinnung, Metallurgie, Seidenraupenzucht). Er befasste sich mit Analytik (z. B. Analyse der Mineralwasserquellen und Heilquellen) und isolierte Phosphorsäure aus Calciumphosphat. Er verwendete Kaliumferrocyanid zum Nachweis von Eisen und untersuchte auch Pilzgifte (Knollenblätterpilz).
In einer Zeit als die meisten Chemiker in Italien noch der Phlogiston-Theorie anhingen war er einer der Ersten in Italien, die (wenn auch durchaus kritisch) die Neuerungen der französischen Schule um Antoine Laurent de Lavoisier aufnahmen.